# Paraplagusia japonica
Paraplagusia japonica és un peix teleosti de la família dels cinoglòssids i de l'ordre dels pleuronectiformes que es troba des de les costes del Japó i Corea fins a les de Taiwan i Papua Nova Guinea.